# Košarkaški klub Crvena zvezda 2018-2019
Questa voce raccoglie le informazioni riguardanti il  Košarkaški klub Crvena zvezda nelle competizioni ufficiali della stagione 2018-2019.

## Stagione
La stagione 2018-2019 del Košarkaški klub Crvena zvezda è la 13ª nel massimo campionato serbo di pallacanestro, la Košarkaška liga Srbije.

## Roster
Aggiornato al 19 aprile 2024.
| Crvena zvezda mts 2018-19 | Crvena zvezda mts 2018-19 |
| Giocatori                 | Staff tecnico             |
| ------------------------- | ------------------------- |

| N. | Naz.                   | Ruolo | Nome                | Anno | Alt.   | Peso   |  |
| -- | ---------------------- | ----- | ------------------- | ---- | ------ | ------ |  |
| 1  | Stati Uniti (bandiera) | P     | Joe Ragland         | 1989 | 182 cm | 85 kg  |  |
| 2  | Serbia (bandiera)      | A     | Aleksa Radanov      | 1998 | 201 cm | 95 kg  |  |
| 3  | Serbia (bandiera)      | P     | Filip Čović         | 1989 | 180 cm | 72 kg  |  |
| 4  | Serbia (bandiera)      | AP    | Marko Kešelj        | 1988 | 206 cm | 94 kg  |  |
| 5  | Grecia (bandiera)      | AP    | Stratos Perperoglou | 1984 | 203 cm | 104 kg |  |
| 7  | Serbia (bandiera)      | A     | Dejan Davidovac     | 1995 | 203 cm | 95 kg  |  |
| 9  | Serbia (bandiera)      | GA    | Nemanja Nenadić     | 1994 | 197 cm | 88 kg  |  |
| 10 | Serbia (bandiera)      | GA    | Branko Lazić (C)    | 1989 | 196 cm | 87 kg  |  |
| 11 | Senegal (bandiera)     | AG    | Mouhammad Faye      | 1985 | 208 cm | 98 kg  |  |
| 12 | Stati Uniti (bandiera) | PG    | Billy Baron         | 1990 | 188 cm | 88 kg  |  |
| 13 | Serbia (bandiera)      | AP    | Ognjen Dobrić       | 1994 | 200 cm | 93 kg  |  |
| 14 | Serbia (bandiera)      | C     | Dušan Ristić        | 1995 | 213 cm | 112 kg |  |
| 22 | Serbia (bandiera)      | AG    | Boriša Simanić      | 1998 | 209 cm | 95 kg  |  |
| 23 | Stati Uniti (bandiera) | G     | K.C. Rivers         | 1987 | 196 cm | 97 kg  |  |
| 33 | Germania (bandiera)    | C     | Maik Zirbes         | 1990 | 207 cm | 115 kg |  |
| 50 | Nigeria (bandiera)     | C     | Michael Ojo         | 1993 | 216 cm | 138 kg |  |

| Allenatore                                                                                               |
| - Milan Tomić                                                                                            |
| Assistente/i                                                                                             |
| - Andrija Gavrilović - Saša Kosović - Milenko Topić Legenda - (C) Capitano - (IN) Inattivo - Infortunato |

## Mercato

### Sessione estiva
| Acquisti | Acquisti            | Acquisti         | Acquisti      | Acquisti |
| R.a      | Nome                | da               | Modalità      |          |
| -------- | ------------------- | ---------------- | ------------- | -------- |
| PG       | Billy Baron         | Eskişehir        | definitivo    |          |
| GA       | Nemanja Nenadić     | FMP Belgrado     | definitivo    |          |
| C        | Michael Ojo         | FMP Belgrado     | definitivo    |          |
| P        | Joe Ragland         | Lokomotiv Kuban' | definitivo    |          |
| AP       | Stratos Perperoglou | H. Gerusalemme   | definitivo    |          |
| AG       | Mouhammad Faye      | Sagesse Beirut   | definitivo    |          |
| C        | Maik Zirbes         | Bayern Monaco    | definitivo    |          |
| C        | Dušan Ristić        | Arizona Wildcats | definitivo    |          |
| AG       | Boriša Simanić      | FMP Belgrado     | fine prestito |          |
| AG       | Stefan Đorđević     | Vršac            | fine prestito |          |

| Cessioni | Cessioni          | Cessioni           | Cessioni          | Cessioni |
| R.       | Nome              | a                  | Modalità          |          |
| -------- | ----------------- | ------------------ | ----------------- | -------- |
| PG       | Taylor Rochestie  | Tianjin Gold Lions | fine contratto    |          |
| C        | Alen Omić         | Budućnost          | fine contratto    |          |
| AP       | Nemanja Dangubić  | Bayern Monaco      | fine contratto    |          |
| G        | James Feldeine    | H. Gerusalemme     | rescissione       |          |
| C        | Mathias Lessort   | Málaga             | rescissione       |          |
| C        | Nikola Jovanović  | Aquila Trento      | prestito          |          |
| AC       | Stefan Janković   | Free agent         | rescissione       |          |
| AC       | Pero Antić        |                    | ritirato          |          |
| AG       | Marko Radovanović | FMP Belgrado       | riscatto prestito |          |
| GA       | Petar Rakićević   | Dynamic Belgrado   | rinnovo prestito  |          |
| C        | Dragan Apić       | FMP Belgrado       | rinnovo prestito  |          |
| AP       | Stefan Lazarević  | FMP Belgrado       | rinnovo prestito  |          |
| GA       | Zoran Paunović    | FMP Belgrado       | prestito          |          |
| A        | Ranko Simović     | Vršac              | prestito          |          |
| AG       | Stefan Đorđević   | FMP Belgrado       | prestito          |          |

### Dopo l'inizio della stagione
| Acquisti | Acquisti      | Acquisti       | Acquisti         | Acquisti      |
| R.       | Nome          | da             | Data             | Modalità      |
| -------- | ------------- | -------------- | ---------------- | ------------- |
| C        | Dragan Apić   | FMP Belgrado   | 18 gennaio 2019  | fine prestito |
| G        | K.C. Rivers   | Pall. Reggiana | 11 febbraio 2019 | definitivo    |
| A        | Ranko Simović | Vršac          | aprile 2019      | fine prestito |

| Cessioni | Cessioni      | Cessioni          | Cessioni        | Cessioni    |
| R.       | Nome          | a                 | Data            | Modalità    |
| -------- | ------------- | ----------------- | --------------- | ----------- |
| C        | Dragan Apić   | Lokomotiv Kuban'  | 18 gennaio 2019 | rescissione |
| A        | Ranko Simović | FMP Belgrado      | aprile 2019     | prestito    |
| C        | Maik Zirbes   | Guangxi Weizhuang | 3 maggio 2019   | rescissione |